# Argo Mulyo (Cangkringan)
Argo Mulyo is een bestuurslaag in het regentschap Sleman van de provincie Jogjakarta, Indonesië. Argo Mulyo telt 6978 inwoners (volkstelling 2010).